# Шарувата структура

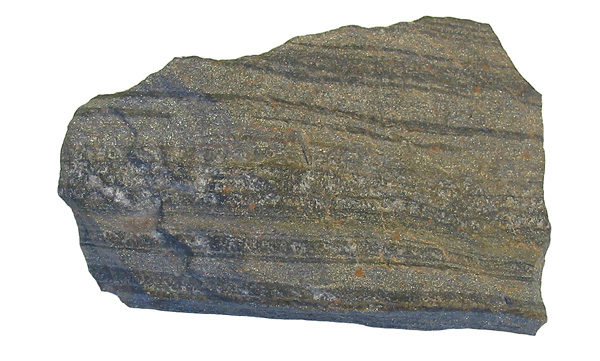
.

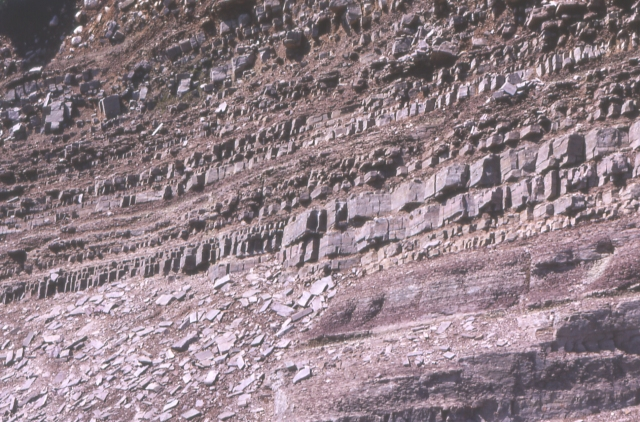
Torridonian Sandstone

Шарувата структура (рос. слоистая структура, англ. bedded structure, layered structure; нім. Schichtenbau m, Schichtaufbau m) – в геології - структура, яка характеризується наявністю в осадових породах переміжних шарів, різних за складом, крупністю, якісними характеристиками, розташуванням частинок та інш.